# Osmia imitatrix
Osmia imitatrix är en biart som först beskrevs av Borek Tkalcu 1992.  Osmia imitatrix ingår i släktet murarbin, och familjen buksamlarbin. Inga underarter finns listade i Catalogue of Life.